# ISO 26262

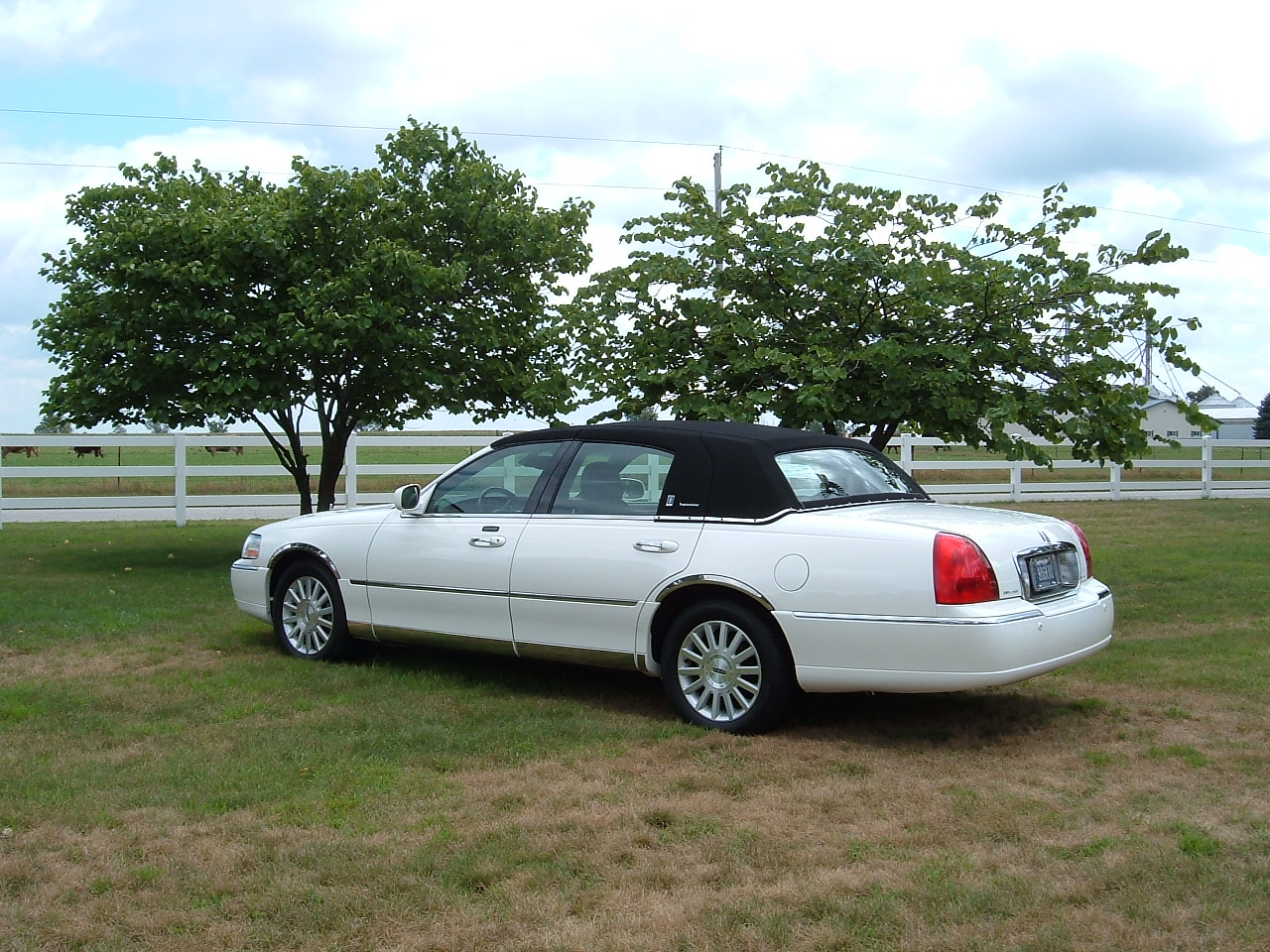
Fig.1 Automòbil

ISO 26262 és una normativa internacional de seguretat funcional de sistemes elèctrics i electrònics d'automòbils en producció, definit pel International Organization for Standardization (ISO) l'any 2011.

## Parts de la norma ISO 26262
La norma consisteix en 9 parts normatives i una guia que és la desena part:
Les 10 parts d'ISO 26262:
1. Vocabulari[4]
2. Manegement de la seguretat funcional[5]
3. Concepte fase[6]
4. Desenvolupament del producte a nivell de sistema[7]
5. Desenvolupament del producte a nivell de maquinari[8]
6. Desenvolupament del producte a nivell de programari[9]
7. Producció i operació[10]
8. Procesos de suport[11]
9. Automotive Safety Integrity Level (ASIL), nivell d'integritat de seguretat automotriu[12]
10. Guia sobre ISO 26262[13]